# Richard Holbrooke

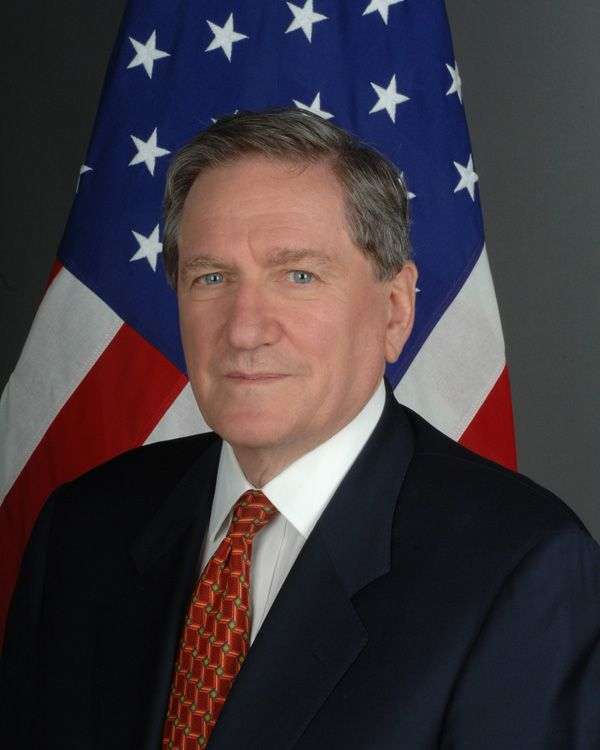
Richard Holbrooke

Richard Charles Albert Holbrooke (New York, 24 april 1941 - Washington, 13 december 2010) was een Amerikaans top-diplomaat, redacteur, auteur, directeur van Peace Corps en investeringsbankier. Hij was lid van de Democratische Partij. Op 22 januari 2009 werd hij door president Barack Obama aangesteld als speciale gezant voor Pakistan en Afghanistan.
Holbrooke werd geboren op 24 april 1941, in New York, als zoon van Dan Holbrooke en Trudi Kear.
Hij volgde secundair onderwijs op Scarsdale High School en behaalde een Bachelor of Arts aan de Brown University in 1962. Hij was later een assistent aan het Woodrow Wilson School of Public and International Affairs aan de Princeton University, waar hij in 1970 vertrok.
Gedurende de jaren zeventig was hij VS-adviseur in Indonesië. Sommige critici beschuldigen Holbrooke van medeverantwoordelijkheid voor de 200.000 Timorese doden en daaropvolgende mensenrechtenschendingen door Indonesische militairen in de jaren zeventig, onder gezag van Soeharto en met steun van Henry Kissinger, Gerald Ford en Amerikaanse militairen.
Holbrooke werd in de regering-Clinton onderminister van Buitenlandse Zaken. In die hoedanigheid onderhandelde hij over het vredesverdrag tussen de vechtende fracties in Bosnië, dat leidde tot het tekenen van het Verdrag van Dayton in 1995.
In juli 2008 werd zijn naam genoemd door de voormalige Servische leider Radovan Karadžić, die beweerde een overeenkomst te hebben gesloten met Holbrooke, waardoor Karadžić immuniteit zou zijn gegarandeerd in ruil voor zijn politieke terugtreden. Karadžić vertelde dit bij zijn eerste voorgeleiding voor het Joegoslavië-tribunaal. Deze deal werd door Holbrooke ten stelligste ontkend.
Van 1999 tot 2001 was hij de Amerikaanse ambassadeur bij de Verenigde Naties. Hij werd opgevolgd door James Cunningham.
In maart 2009 bezocht hij samen met de Amerikaanse minister van Buitenlandse Zaken Clinton Nederland in verband met de Internationale Afghanistan-conferentie te Den Haag op 31 maart 2009.

## Persoonlijk
Hij is drie keer getrouwd geweest: met Larrine Sullivan (1964), Blythe Babyak (1977) en met Kati Marton (1995) tot aan zijn dood. Hij had twee zoons, een stiefzoon en een stiefdochter.

## Overlijden
Op 11 december 2010 werd Holbrooke opgenomen in het George Washington University-ziekenhuis nadat hij onwel was geworden. Tijdens een spoedoperatie bleek dat hij aan een aortadissectie leed. Ondanks de medische hulp die hij kreeg, overleed hij twee dagen later op 69-jarige leeftijd.